# Oh No :: He Said What?
Oh No :: He Said What? is een nummer van de Britse alternatieve rockband Nothing but Thieves uit 2024. Het verscheen op de deluxe editie van hun vierde studioalbum Dead Club City.

## Achtergrondinformatie
"Oh No :: He Said What?" is sterk beïnvloed uit de new wave uit de jaren '80. Het nummer gaat over de controle verliezen in een moderne wereld. De tekst in het "Oh no, we have lost control, have you seen the video?" in het refrein impliceert dat mensen zich in de ontstane chaos van de moderne wereld vastklampen aan sociale media. Teksten als "Dance to the rhythm, my algorithm, keepin' ya spinnin' 'til you drop" geven aan dat mensen voortdurend betrokken willen blijven bij de content op sociale media.
Het nummer bleef in thuisland het Verenigd Koninkrijk buiten de belangrijkste hitlijsten, maar bereikte wel de 60e positie in de Britse verkooplijst. In Nederland werd de plaat een kleine hit. Het werd Megahit op NPO 3FM, gemaakt in Maak 't of kraak 't op Radio 538, en bereikte de 4e positie in de Nederlandse Tipparade.

## Tracklijst
Muziekdownload
1. "Oh No :: He Said What?" - 3:32